# Brusselse gewestverkiezingen 2014/Kandidatenlijst/CDH
Dit is de kandidatenlijst van de cdH voor de Brusselse gewestverkiezingen van 2014. De verkozenen staan vetgedrukt.

## Effectieven
1. Joëlle Milquet
2. Benoît Cerexhe
3. Julie De Groote
4. Ahmed El Khannouss
5. Bertin Mampaka Mankamba
6. Claire Vandevivere
7. André du Bus de Warnaffe
8. Catherine Van Zeeland
9. Hamza Fassi-Fihri
10. Mahinur Ozdemir
11. Pierre Kompany
12. Muriel Koch
13. Jeanne Nyanga-Lumbala
14. Fatima Moussaoui
15. Yusuf Ergen
16. Catherine Roba-Rabier
17. Christophe De Beukelaer
18. Fatiha El Ikdimi
19. Eric Jassin Ramdani
20. Chantal De Saeger
21. El Houssien Ghallada
22. Geneviève Oldenhove
23. Mounir Laarissi
24. Souad Razzouk
25. Hadrien de Kerchove
26. Mohamed El Hamrouni
27. Dang Vy Nguyen
28. Gaëlle Valcke
29. Seydi Sag
30. Marie Nyssens
31. Abdelkarim Houari
32. Mariem Bouselmati
33. Orhan Liman
34. Ghislaine Bosly-Vanhalewyn
35. Said Chibani
36. Kathy Mottet
37. Amin Haq
38. Coraline Stroomer
39. Lorenzo Harangozo
40. Fathia Garti
41. Quentin Hayois
42. Selloi Hannaoui
43. Nadine Parmentier
44. Elona Zhana
45. Nicolas de Fatso Tch.
46. Anne Delvaux
47. Claude Voglet
48. Marie-France Drouart-Vanwelde
49. Abed Mellouli
50. Gaëlle Chapelle
51. Ismaël Bah
52. Ana Pascual Vicioso
53. Sophie Evrard
54. Mohamed Kheddoumi
55. Martin De Dree
56. Rosa Gordillo Uribe
57. Oliver Jung
58. Catherine Bruggeman-Van Naemen
59. Samir Ahrouch
60. Catherine Degryse
61. Olivier Dradin
62. Sandrine Cnapelinckx
63. Costa Tsatsakis
64. Gertrude Musau-Kafuka
65. Hervé Jourquin
66. Hafida Benkaddour
67. Karol Rancewicz
68. Jacqueline Delapierre
69. Serob Muradyan
70. Daniel Hublet
71. Pierre Migisha
72. Damien De Keyser

### Opvolgers
1. Hervé Doyen
2. Véronique Lefrancq
3. Laurent Hacken
4. Ibrahim Erkan
5. Marie-Adélaïde Defourny
6. Jean-Yves Kitantou
7. Mauricette Nsikungu Akhiet
8. Mohamed Arbai
9. Estelle Maekelbergh
10. El Hassan Ouirini
11. Jennifer Sussmilch
12. Youssef El Abbouti
13. Laetitia Germys
14. Veronica Pellegrini
15. Ayika Lolinga
16. Denis Grimberghs